# Alsóvalkó
Alsóvalkó (1899-ig Magyar-Valkó, románul Valcău de Jos) falu Romániában Szilágy megyében.
Községközpont, Felsővalkó, Füzespaptelek, Rátonbükk, Újvágás és Valkóváralja tartozik hozzá.

## Fekvése
Szilágysomlyótól 14 km-re délnyugatra fekszik.

## Nevének eredete
Neve a szláv vlk (= farkas) főnévből származik.

## Története
Valkó nevét 1249-ben említették először az oklevelek Wolko néven, amikor IV. Béla király a Geregye nemzetséghez tartozó Pál országbírónak adományozta.
Valkó várát a 13. században építették, 1317-ben már Borsa Kopasz fia Bekcs volt a királyi vár ura, akihez 1277-ben a Geregye nemzetség utolsó tagjának, Miklósnak halála után kerülhetett. A Borsáktól Elefánti Dezső foglalta vissza. 1341-ben Károly Róbert király Dancs mesternek adományozta a Felvidéken lévő váraiért cserébe, majd a Dancsfiak kihalta után Nagy Lajos király Genyő (Gönyüi?) János Komáromi és Krasznai főispánnak adományozta.
1402-ben Genyő János fiának, Zsigmondnak halála után annak nővérére Annára szállt fiúsítás útján. Anna kezével losonci Bánffy László kapta meg, tőle pedig fiaira, Lászlóra és Györgyre szállt. 1404-ben Zsigmond király ostromolta, 1665-ben a török dúlta fel és már nem állították helyre. 1910-ben a falunak 900, többségben román lakosa volt, jelentős magyar kisebbséggel. A trianoni békeszerződésig Szilágy vármegye Krasznai járásához tartozott. 1992-ben társközségeivel együtt 3599 lakosából 3273 román, 201 cigány és 125 magyar volt.